# Tyche
Tyche (także Przypadek; gr. Τύχη Týchē ‘ślepy przypadek’, ‘ślepy los’, łac. Tyche, Fortuna od fors, fortis ‘los’, ‘traf’) – w mitologii greckiej bogini i uosobienie przypadku, „ślepego” losu, szczęścia (pomyślności, powodzenia) i nieszczęścia; opiekunka miast; utożsamiana z rzymską Fortuną.
Uchodziła za córkę boga Zeusa (lub Prometeusza) albo tytana Okeanosa i tytanidy Tetydy lub za siostrę Nereid.
W sztuce przedstawiana jest zwykle z zawiązanymi oczami oraz rogiem obfitości i sterem. Na głowie często ma koronę w kształcie murów obronnych (lub wież), jako bóstwo opiekuńcze miast.
Wiele miast miało swoją własną Tyche.
Imieniem bogini została nazwana jedna z planetoid – (258) Tyche.